# Ruivos
Ruivos ist ein Ort und eine ehemalige Gemeinde (Freguesia) im nordportugiesischen Kreis Ponte da Barca. Die Gemeinde hatte 221 Einwohner (Stand 30. Juni 2011).
Am 29. September 2013 wurden die Gemeinden Ruivos, Grovelas und Crasto zur neuen Gemeinde União das Freguesias de Crasto, Ruivos e Grovelas zusammengeschlossen.